# Liparetrus geminatus
Liparetrus geminatus är en skalbaggsart som beskrevs av Lea 1924. Liparetrus geminatus ingår i släktet Liparetrus och familjen Melolonthidae. Inga underarter finns listade i Catalogue of Life.